# دورا زيلر
دورا زيلر (بالمجرية: Zeller Dóra)‏ هي لاعبة كرة قدم مجرية، ولدت في 6 يناير 1995 في ازترغوم في المجر. شاركت مع منتخب المجر لكرة القدم للسيدات. أما مع النوادي، فقد لعبت مع نادي فيرينتسفاروشي ونادي هوفنهايم.

## وصلات خارجية
- دورا زيلر على موقع الاتحاد الأوربي (الإنجليزية)
- دورا زيلر على موقع اتحاد المجر (الهنغارية)
- دورا زيلر على موقع قاعدة بيانات كرة القدم.إي يو (الإنجليزية)
- دورا زيلر على موقع Soccerway.com (الإنجليزية)
- دورا زيلر على موقع عالم كرة القدم.نت (الإنجليزية)